# Woronkiwci
Woronkiwci (ukr. Воронківці; pol. hist. Woronkowce) – wieś na Ukrainie, w obwodzie chmielnickim, w rejonie chmielnickim, w hromadzie Starokonstantynów. W 2001 liczyła 1131 mieszkańców, spośród których 1107 wskazało jako ojczysty język ukraiński, 17 rosyjski, 1 białoruski, a 6 ormiański.
Znajduje tu się mijanka i przystanek kolejowy Woronkiwci, położona na linii Szepetówka – Chmielnicki.

## Historia
W XIX i w początkach XX w. Woronkowce położone były w Rosji, w guberni wołyńskiej, w powiecie starokonstantynowskim, w gminie Starokonstantynów.
Po I wojnie światowej pod administracją polską, w Zarządzie Cywilnym Ziem Wołynia i Frontu Podolskiego, w okręgu wołyńskim, w powiecie starokonstantynowskim.
W wyniku postanowień traktatu ryskiego znalazły się w granicach Związku Sowieckiego. Od 1991 w niepodległej Ukrainie. Do 2020 w rejonie starokonstantynowskim.